# Константиновськ
Константиновськ — місто (з 1967) районного підпорядкування в Ростовській області Росії.
Адміністративний центр Константинівського району та Константинівського міського поселення. Раніше —станиця Константинівська.
Місто розташоване в центрі Ростовської області, на правому березі річки Дон, за 169 км на північний схід від Ростова-на-Дону. Площа території — 298 км². 

## Історія станиці Константинівської
Перші козацькі містечка з'явилися на Дону в XVI столітті. Це були укріплені поселення. Зазвичай вони розташовувалися по берегах річок або на островах, захищених від противника природною перешкодою. 
Так виник попередник міста Костянтинівська - Бабей (Бабин) містечко на острові Лучка, який знаходився трьома верстами нижче за течією річки Дон. 
Збереглися багато переказів, що пояснюють ім'я городка. Найпоширеніший — назва «Бабин» з'явилося після одного з татарських набігів, під час якого жінки-козачки надали своїм чоловікам підтримку в жорстокій битві та допомогли відстояти рідне поселення. 
Існують й інші версії про походження назви станиці. Так, наприклад, історик Л.М. Щєтинін вважає, що воно походить від старовинного назви пеліканів-«птах-баба», що мешкали в заплаві річки Дон в XVI столітті. 
Перша письмова згадка станиці була в 1593 році. 
Станиця Ведерниківська знаходилася вище за течією річки Дон. Вона виникла в 1672 р. і отримала свою назву по імені засновника-козака Ведерникова. 
В 1839 році Департамент військових поселень Землі Війська Донського постановив приєднати ст. Ведерніківську до ст. Бабської та утворити на її місці ст. Константинівську. Назвали станицю на честь Великого князя Костянтина Миколайовича Романова. У квітні 1850 р. зі ст. Бабської до ст. Константинівської переселилися перші 50 сімейств. В 1859 р. станиця складалася з 156 дворів, проживали в ній 922 особи. В 1864 р. переїзд на нове місце переважно було закінчено. Центр I Донського округу офіційно було перенесено в станицю Константинівську. 
З отриманням статусу «окружної» станиця стала забудовуватися за суворим плануванням, з'явилися вулиці та провулки. В 1874 році головними вулицями були розставлені гасові ліхтарі, по 3 на кожний квартал. Тут охоче селилися як козаки, так і всякого роду ділки-власники крамниць та майстерень. В 1885 р. осавул Фрол Петрович Крюков відкрив у станиці бібліотеку. Через два роки з'явилася приватна друкарня Попової. В 1908 р. почалося зведення наплавного мосту через р.. Дон. В 1911 р. у станиці Константинівській прокладено водопровід та проводиться електроосвітлення. В 1915 р. У станиці налічується 935 дворів, а населення-6797 осіб. На початку XX століття зводиться багато цегляних будівель та будинків, станиця набуває сучасний вигляд.

### Заснування та дореволюційні роки
В 1835 році при утворенні 1-о Донського округу його центром була визначена станиця Ведерніківська (заснована в 1762 році). Але оскільки в ній не було умов для нової забудови, пов'язаної з розміщенням центру, тим же указом пропонувалося об'єднати її зі станицею Бабською під загальною назвою Константинівська. Фактичне заснування станиці Константинівська відбулося лише в 1864 році, коли обидві станиці були перенесені з лівого берега та по-справжньому об'єднані. Молода станиця будувалася за суворого планування: прямі вулиці паралельно річці, провулки — впоперек.
Станиця через своє вигідне положення швидко розросталася. У центрі станиці піднялися двоповерхові торгові доми. З часом у станиці відкрилися казенна гімназія та реальне училище.
Константинівська пробула столицею 1-о Донського округу до революції. У ній були зосереджені Навчальні заклади, торгові доми, кустарні підприємства.

### Після революції
Післявоєнна колективізація, розкуркулення та розкозачення практично повністю зруйнували уклад козаків. 1941 року станиця була віднесена до категорії робочих селищ.

### Після війни
Після війни у робочому селищі розвивалася переробка сільгосппродукції. Нові можливості для розвитку міста створило будівництво Волго-Донського судноплавного каналу. Константинівська пристань стала пристанню великих багатопалубних теплоходів. В 1967 році Константиновськ отримав статус міста.
В 1970-і роки розгорнулося будівництво Миколаївського гідровузла з греблями, шлюзами, гідроелектростанцією. Це будівництво мало зробити місто енергетичним та промисловим центром півдня Росії. Проте економічна криза поставила хрест на цих планах.

### Пам'ятні дати
| Дата                   | Подія |
| ---------------------- | --- |
| 1593 рік               | Перша згадка про Бабине містечко |
| 1696 рік               | Петро I відвідав станиці Бабську та Ведерніківську під час 2-о походу в Азов                                                                                         |
| 1836 рік               | У станиці Бабській відкрито перше парафіяльне чоловіче училище |
| 1864 рік               | У результаті з'єднання станиць Бабської та Ведерніківської утворилася окружна станиця Константинівська (1 Донський округ)                                            |
| 1866 рік               | При окружній поштовій конторі в станиці Константинівській відкрита телефонна станція                                                                                 |
| 1873 рік               | У ст. Константинівській відкрита телеграфна урядова станція області Війська Донського                                                                                |
| 1875 рік               | У станиці Константинівській відкрився цегельний завод |
| 1885 рік               | Відкрита громадська бібліотека |
| 1893 рік               | Відкрито 4-х класне початкове жіноче училище |
| 1895 рік               | Відкрита військово-реміснича школа |
| 1897 рік               | Побудована Микільська церква |
| 1908 рік               | Відкрито Константинівське реальне училище |
| 1910 рік               | Відкрилася друкарня Родіонова та Ясенева |
| 1912 рік               | Побудована Покровська церква |
| 1912-1913 роки         | У станиці Константинівській випускалася газета " Константиновские известия"                                                                                          |
| 7 березня 1923 року    | Утворилася Константинівська волость в станиці Константинівській |
| липень 1924 року       | Створення Константинівського району з центром в ст. Константинівська                                                                                                 |
| 25 грудня 1924 року    | Вийшов перший номер районної газети "Червоний хлібороб" (1931-1938 рр.. — "Колгоспний прапор ", до 1963 року — "прапор комунізму", останнім часом — "Донські вогні") |
| 22 червня 1931 року    | Відкрито Константинівський сільгосптехнікум |
| 13 вересня 1937 року   | Константинівський район входить до складу Ростовської області |
| 6 червня 1941 року     | станиця Константинівська віднесена до категорії робочих селищ |
| 19 січня 1943 року     | Звільнення р.с. Константинівського від німецьких військ |
| 1965 рік               | У р.с. Константинівському відкрита музична школа |
| 20 листопада 1967 року | Робоче селище Константинівське перетворений у місто Константиновськ                                                                                                  |
| 1972 рік               | У м. Костянтинівськ розпочато будівництво водопроводу |
| 1978 рік               | Введено в експлуатацію комбікормовий завод |
| 1978 рік               | Створено цех "Водоканал" |
| 5 грудня 1978 року     | У місто підведено природний газ |
| 8 травня 1979 року     | Затвердження герба м. Костянтинівська |
| 1982 рік               | Завершено будівництво Константинівського гідровузла |
| 1982 рік               | Відкрита школа мистецтв у м. Константинівськ |
| 2 жовтня 2005 року     | Заснування Константинівського міського поселення |

## Населення
| Чисельність населення, осіб | Чисельність населення, осіб | Чисельність населення, осіб | Чисельність населення, осіб | Чисельність населення, осіб | Чисельність населення, осіб |
| 1959                        | 1970                        | 1979                        | 1989                        | 2002                        | 2010                        |
| --------------------------- | --------------------------- | --------------------------- | --------------------------- | --------------------------- | --------------------------- |
| 10 735                      | 13 413                      | 16 112                      | 18 392                      | 18 801                      | 17 926                      |

### Демографія
Чисельність населення по роках (тис. осіб) :
| Рік  | Населення, тис. осіб |
| ---- | -------------------- |
| 1897 | 8.8                  |
| 1959 | 10.7                 |
| 1970 | 13.4                 |
| 1979 | 16.1                 |
| 1989 | 18.4                 |
| 1992 | 18.4                 |
| 1996 | 18.8                 |
| 1998 | 18.7                 |
| 2000 | 18.2                 |
| 2001 | 18.0                 |
| 2002 | 18.8                 |
| 2003 | 18.8                 |
| 2004 | 20.0                 |
| 2005 | 18.7                 |
| 2006 | 18.6                 |
| 2007 | 18.5                 |
| 2008 | 18.5                 |
| 2009 | 18.4                 |

## Економіка
Обробка зернових і технічних культур. Молочно-м'ясне тваринництво.

## Інфраструктура

### Транспорт
Розташоване за 25 км від кінцевої залізничної станції Усть-Донецька. Пристань на річці Дон.

#### Автомобільний транспорт
- МУП Константинівське АТП

Здійснює пасажирські перевезення по місту Константинівську та Константиновському району. 
- ВАТ «Донавтовокзал» — Транзитний автовокзал міста Константиновська.
- ВАТ «Константіновскавтотранс» — автовокзал міста Константиновська здійснює пасажирські перевезення районного та обласного значення, а також вантажні перевезення.

### Освіта
Три середніх школи, а також 
- Школа мистецтв
- Константинівський сільськогосподарський технікум
- Константинівський педагогічний коледж
- Професійне училище № 91
- Базова школа Константинівського КПК

## Маєток Сивякова
Незвичайний архітектурний вигляд має будівля на вулиці Леніна міста Костянтинівська. У 1906 році купець Сивяков, один з найбагатших людей станиці, на березі річки Дон звів особняк в стилі «модерн» з елементами «псевдо-готики». Парадний вхід з вулиці вів на другий поверх, де знаходилася вітальня, робочі кабінети, більярдна та балкон. На третьому поверсі розташовувалися дві великі спальні та ванна кімната. З чорного входу можна було потрапити на перший поверх, де перебували підсобні приміщення, кухня і жила прислуга купця. 
Сивякову належав привезений з Парижа перший автомобіль, що з'явився на станичних вулицях у 1914 році. 
Маєток купця Сивякова є пам'яткою архітектури.

## Торговий дім Плотнікова
Більшість архітектурних пам'яток Константинівська побудовані в стилі еклектика. 
Втіленням цього архітектурного стилю є будівля на перетині вулиць 25 жовтня та Леніна, торговий будинок, що належав на початку XX століття купцеві Плотнікову. 
Достатньо переконливо виглядає будинок зовні, але набагато сильніше він дивує розмірами та місткістю складів, розташованих у підвальному приміщенні. Торгували тут мануфактурою (тканини, текстильні вироби) та іконами. 
Будівля є пам'яткою архітектури.

## Будинок купця Панченко
На перетині вулиць 25 жовтня та Карташова розташовано будинок купця Панченко, зведений у 1910 році. На першому поверсі будинку розміщувалася аптека Валентиновича, де крім ліків можна було отримати медичну допомогу. На другому поверсі знаходилося жіноче реальне училище. 
Будівля є пам'яткою архітектури. 

## Будинок Треньова
Станиця Константиновська увійшла помітною віхою в біографію письменника-драматурга Костянтина Андрійовича Треньова. Сюди приїжджав журналіст Треньов у творчі відрядження або на відпочинок. мешканкою станиці була дружина письменника Лариса Іванівна Сокольська. У Константинівській в будинку настоятеля Миколаївського храму Іоанна Сокальського сім'я Треньова проживала з 1914 по 1916 рік. У ці роки Костянтином Андрійовичем були написані оповідання: «У станиці», «По тихій воді», «У рідному кутку», «Святки», «Вічна любов» та інші. 
Будинок настоятеля Миколаївського храму Іоанна Сокольського, зведений у 1885 році, є пам'яткою історії. 
До 100-річчя письменника Треньова на будинку встановлено меморіальну дошку.

## ЗМІ
- Газета Донські вогні
- Сайт Konstantinovsk.ru [Архівовано 30 березня 2022 у Wayback Machine.]

## Культура та мистецтво
- Кностантинівський будинок культури
- Музей при БК
- Іконописна майстерня «Покров» при Покровській церкві.

## Відомі особистості
В поселенні народились:
- Савельєв Євграф Петрович (1915—1998) — історик-аматор, один з перших ідеологів донського національного руху.
- Джон Базіл Турчин (1822—1901) — російський та американський військовик.